# Oscar Vilhelmsson
Oscar Vilhelmsson (* 2. Oktober 2003 in Åsa) ist ein schwedischer Fußballspieler. Der schwedische Nachwuchsnationalspieler steht in Deutschland beim Zweitligisten Preußen Münster unter Vertrag.

## Karriere

### Verein
Oscar Vilhelmsson spielte zunächst in Åsa für Åsa IF, bevor er in die Jugendabteilung von IFK Göteborg wechselte. Am 22. August 2019 gab er im Alter von 15 Jahren in der zweiten Runde im schwedischen Pokal beim Amateurverein BK Astrio sein Profidebüt, wobei er nach seiner Einwechslung zum 4:0-Endstand traf. Am 12. Juli 2020 folgte sein Debüt in der Fotbollsallsvenskan bei der 1:2-Heimniederlage gegen Djurgårdens IF, als er in der 89. Spielminute für Sargon Abraham eingewechselt wurde.
Vilhelmsson unterschrieb im März 2021 einen Profivertrag mit einer Laufzeit bis 2023, nachdem er in zwei weiteren Ligaspielen für die Profis zum Einsatz kam. In der Saison 2021 kam er auf 14 Ligaeinsätze (zwei Tore) und erreichte mit seiner Mannschaft den achten Platz. Bis zum elften Spieltag der nächsten Saison wurde er in allen Spielen eingesetzt und steuerte zwei Tore bei.
Im Juli 2022 wechselte er im Alter von 18 Jahren nach Deutschland zum Zweitligisten SV Darmstadt 98 und unterschrieb dort einen Vertrag bis Juni 2026. Mit einer Ablöse von 1,5 Millionen Euro wurde er der zweitteuerste Zugang der Vereinsgeschichte. Am 16. Juli 2022 debütierte er bei der 2:0-Auswärtsniederlage gegen den SSV Jahn Regensburg in der 2. Bundesliga, nachdem er in der 70. Spielminute für Thomas Isherwood eingewechselt wurde. Im Ligaspiel gegen Eintracht Braunschweig am 7. August 2022 wurde er in der 64. Spielminute eingewechselt und traf in der 86. Spielminute zum 1:0 und erzielte damit sein erstes Tor in der 2. Bundesliga. In derselben Saison stieg er mit Darmstadt 98 in die 1. Bundesliga auf. Er erzielte in 14 Spielen in der 2. Bundesliga 2 Tore. 
In der Bundesliga-Saison, avancierte er sich mit seinem Tor gegen Bayer Leverkusen am 3. Spieltag zum jüngsten ausländischen Torschützen in der Bundesliga für Darmstadt 98 aller Zeiten. Insgesamt erzielte er in 26 Spielen 4 Tore.
Zur Saison 2025/26 wechselte er zu Preußen Münster.

### Nationalmannschaft
Am 10. Mai 2019 gab Oscar Vilhelmsson bei einer 0:1-Niederlage im Testspiel gegen Paraguay sein Debüt für die schwedische U16-Nationalmannschaft. Er kam für diese Altersklasse im besagten Kalenderjahr zu insgesamt acht Einsätzen und schoss dabei zwei Tore. Von 2019 bis 2020 lief Vilhelmsson für die U17 der Schweden auf und absolvierte 14 Spiele (vier Tore), darunter drei in der EM-Qualifikation. Nach einem Einsatz für die schwedischen U18-Junioren im September 2021 kam er ab dem 10. November 2021 für die U19-Auswahl Schwedens zum Einsatz, verpasste mit seiner Mannschaft allerdings die Teilnahme an der U19-Europameisterschaft 2022. Am 8. September 2023 absolvierte Vilhelmsson gegen Nordmazedonien sein erstes Spiel für die U21-Auswahl Schwedens.